# Pawłowice Namysłowskie
Pawłowice Namysłowskie (niem. Paulsdorf) – wieś w Polsce położona w województwie opolskim, w powiecie namysłowskim, w gminie Namysłów.
Od 1950 r. miejscowość administracyjnie należy województwa opolskiego. 
6 kwietnia 1945 Ministerstwo Bezpieczeństwa Publicznego utworzyło Centralne Obozy Pracy. Obóz MBP nr 152, powstały w Pawłowicach miał status obozu przejściowego, następnie został przekształcony w obóz pracy. Przetrzymywano w nich Ślązaków i Niemców oraz byłych członków SS. Do obozu prawdopodobnie trafiali także powracający do Polski żołnierze armii Andersa, którzy wstąpili do niej po dezercji z Wehrmachtu, do którego wcielono ich wcześniej w ramach volkslisty oraz żołnierze podziemia niepodległościowego. 
We wsi była stacja kolejowa Pawłowice Namysłowskie.

## Nazwa
W księdze łacińskiej Liber fundationis episcopatus Vratislaviensis (pol. Księga uposażeń biskupstwa wrocławskiego) spisanej za czasów biskupa Henryka z Wierzbna w latach 1295–1305 miejscowość wymieniona jest w formie Pawlowitz.

## Zabytki
Do wojewódzkiego rejestru zabytków wpisany jest:
- park, z poł. XIX w.

inne zabytki:
- pałac, zabytkowy z XIX wieku
- ruiny ewangelickiego kościoła
- poniemiecki cmentarz[potrzebny przypis]